# Зеленяк, Тадей Иванович
Тадей Иванович Зеленяк (3 сентября 1935 года, Львов, УССР — 6 июля 2003 года, Новосибирск, Россия) — советский и российский математик украинского происхождения, награждён медалью ордена «За заслуги перед Отечеством» II степени, лауреат премии имени М. А. Лаврентьева
Отец Тараса Зеленяка.

## Биография
В 1951 год окончил среднюю школу в Ивано-Франковске.
С 1951 по 1956 годы — учёба в Черновицком университете.
С 1956 по 1959 годы — аспирант Математического института имени В. А. Стеклова (Москва).
С 1959 года и до конца жизни работал в Институте математики Сибирского отделения АН СССР (Российской академии наук).
В 1979 году — защитил докторскую диссертацию.
С 1986 года — заведующий лаборатории качественной теории дифференциальных уравнений.
С 1963 года по совместительству вел преподавательскую и организационную работу в Новосибирском университете: с 1969 по 1973 годы — проректор по научной работе, с 1981 года — заведующий кафедрой прикладной математики.
Под его руководством написаны и защищены 10 докторских и более 30 кандидатских диссертаций.
Похоронен на Южном кладбище Новосибирска (квартал У).

## Научные достижения
Специалист в области дифференциальных уравнений.
Создал в Новосибирском университете мощную математическую школу.

## Награды
- Медаль ордена «За заслуги перед Отечеством» II степени (2003)
- Медаль «За доблестный труд в ознаменование 100-летия со дня рождения В. И. Ленина»
- Премии Президента Российской Федерации в области образования (2000)
- Премия имени М. А. Лаврентьева (совместно А. В. Кажиховым, за 2003 год) — за цикл работ «Развитие новых математических методов в приложениях к механике»
- Звание «Ветеран труда»
- Звание «Заслуженный ветеран СО РАН»
- Знак «Отличник народного образования»